# Atleterna
Atleterna är ett svenskt tävlingsprogram som går ut på att sportaktiva män och kvinnor i sporter som exempelvis crossfit, stavhopp, friidrott och kampsport tävlar i par i olika sportgrenar under ett antal veckors tid. I varje program får deltagarna tävla i olika kvalgrenar som avgör vilka som får stanna kvar respektive åka hem. De olika kvalgrenarna är i grundomgångarna tre till antalet och i dessa gäller det att prestera tillräckligt bra för att få stanna kvar i programmet. Mot slutet av säsongen förändras upplägget då det blir semifinals- och finalavsnitt. Det par som vinner får 250 000 kronor vardera att skänka till valfri idrottsförening.
Den första säsongen spelades in under senvåren och början av sommaren 2014 på Beckershofs herrgård (som i programmet kallades Atletbyn) utanför Katrineholm och Rosvalla arena i Nyköping med Kajsa Bergkvist som programledare och Rickard Olsson som tävlingsledare. En andra säsong spelades in under våren 2015 med Malin Olsson som programledare.

## Om programmet
Inledningsvis fördelas deltagarna genom lottning i par som består av en man och en kvinna, och därefter startar själva tävlingen. I säsongens inledande avsnitt tävlar paren i tre olika kvalgrenar och baserat på hur många deltagare som är kvar varierar hur många som går vidare till nästa omgång. Alla paren deltar i en första gren där ett eller flera par blir automatiskt kvalificerade till nästa program. De som hamnar för lågt ner i tabellen får istället gå vidare till en kvaltävling där ytterligare immunitetsplatser står på spel. De två par som däremot kommer sist i kvaltävlingen får genomgå en duell där antingen det förlorande paret och/eller den man och kvinna som förlorar duellen åker ut. I det senare fallet bildar den man och kvinna som är kvar ett nytt par.
Mot slutet av säsongen, då finalprogrammet närmar sig, förändras ofta reglerna så att färre personer blir immuna mot utröstning och i den andra säsongen har också alla deltagare som åkt ut fått chansen att komma tillbaka igen inför den avgörande finalen. Det har även hänt att deltagare som åkt ut har fått komma tillbaka i tävlingen som ersättare för deltagare som skadat sig under tävlingarna.
Totalt används 10-11 grenar i programmet, vilka varieras genom avsnitten. I huvudtävlingen återkommer dock aldrig en tidigare genomförd gren (undantaget i finalen), däremot återanvänds grenar i kvaltävling och i duellen.
I den första säsongen fick de par som vann huvudtävlingen även coachning av en före detta svensk idrottare (undantaget första och sista programmet).

## Säsongsinformation
| Säsong   | Sändningsdatum              | Vinnare                                    | Tvåa                              | Trea                                           | Programledare   | Tävlingsansvarige/Coach          | Snitt- tittar- siffror | Inspelningsplats                        |
| -------- | --------------------------- | ------------------------------------------ | --------------------------------- | ---------------------------------------------- | --------------- | -------------------------------- | ---------------------- | --------------------------------------- |
| 1 (2014) | 23 augusti- 25 oktober 2014 | Victoria Johansson & Deivid Lopes Da Silva | Amanda Lahti & William Lagerwall  | Eva-Marie Wergård & Christian "Knasen" Eikedal | Kajsa Bergkvist | Rickard Olsson                   | 718 800                | Rosvalla arena & Beckershofs herrgård   |
| 2 (2015) | 22 augusti- 10 oktober 2015 | Carmen Duarte Walker & Lasse Ohtamaa       | Jennie Glarbjerg & Andreas Lifbom | Kija Habibzadah & Patrik Sjöö                  | Malin Olsson    | Kajsa Bergkvist & Pelle Fosshaug | 784 500                | Sätra Friidrottshall & Skärholmens gård |